# جورج هاريسون
جورج هاريسون (25 فبراير 1943 - 29 نوفمبر 2001) (بالإنجليزية: George Harrison) كان عازف جيتار، ومغنياً، وشاعراً غنائياً، ومنتجاً موسيقياً بريطانياً. وكان أحد أعضاء فرقة البيتلز الغنائية.
كان هاريسون عازف القيثارة الرئيسي في فرقة البيتلز. رغم أن جون لينون وبول مكارتني كانا هما من يكتب كلمات الأغاني للفرقة غالباً، كتب هاريسون بعض الأغاني مثل "If I Needed Someone"، و"Taxman"، و"While My Guitar Gently Weeps"، و"Here Comes the Sun"، و"Something".
زار فريق البيتلز الهند والتقوا هناك بأحد المعلمين الهندوس المشهورين وبعد عودة الفريق نسي الأعضاء الثلاثة الآخرين الزيارة والمعلم الذي التقوا به إلا أن هاريسون بقي مخلصا لموسيقىالهندية وإلى الديانة الهندوسية. أضاف هاريسون إلى قائمة أشهر فناني الروك آند رول في عام 2004 (كما يتواجد أيضاً على القائمة مع البيتلز كأحد أعضاء الفرقة).
اتهم خلال مقابلة صحفية عضوي الفريق مكارنتي ولينون بأنهما لم يمنحاه الفرصة للغناء ولا لتأليف الموسيقى إلا نادرا عندما كانوا يعملون معا في فرقة البيتلز. ورغم ذلك فإن أغانيه مع البيتلز تعد من بين أشهر أغاني الفرقة على الإطلاق. كما أنه العضو (البيتل) الأكثر شهرة غنائية كمغني منفرد بعد تفكك الفريق.
صرّح عن فريق البيتلز بأنهم عندما انتهوا من ألبوم آبي روود Abbey Road شعروا بأنهم لم يعد لهم ما يقدمونه، وبالفعل كان هذا الألبوم هو آخر ألبوم للفريق.
أهدى أغنية all these days لـ جون لينون بعد مقتله، كما أنه ارتبط بعلاقات وثيقة مع مكارنتي ورينغو ستار فيما بعد، وظهر الأخير في عدة أغان له كعازف ومساعد.
لديه ابن واحد وهو يمارس الغناء أيضا، كحال ابن جون لينون.

## البيتلز: 1958 – 1970
أصبح هاريسون جزءًا من فرقة البيتلز مع مكارتني وجون لينون عندما كانت الفرقة لا تزال فرقة شعبية تُدعى كويري مين. أجرى هاريسون اختبار أداء للدخول لفرقة كويري مين في مارس 1958 أمام المغني الإيطالي روري ستورم في ملهى مورغو سكيفل، مؤديًا أغنية آرثر «غيتار بوجي» وأغنية سميث «غيتار بوجي شافل»، ولكن لينون شعر أن هاريسون، بعد أن بلغ من العمر خمسة عشر عامًا، كان أصغر من أن ينضم إلى الفرقة. رتب مكارتني اجتماعًا ثانيًا، على سطح حافلة ليفربول العلوي، والذي أثار هاريسون إعجاب لينون بأداء دور الإيتار الرئيسي في أغنية «رونشي» حينها. بدأ تواصله مع المجموعة، مؤديًا دوره على الإيتار حسب الحاجة، ثم قُبل بصفته عضوًا في الفرقة. ترك هاريسون المدرسة في سن السادسة عشر وعمل لعدة أشهر بصفته كهربائيًا متدربًا في المتجر المحلي بلاكرز، على الرغم من أن والده أراده أن يواصل تعليمه. استخدم هاريسون في عام 1960 الاسم المستعار «كارل هاريسون»، إشارةً إلى كارل بيركنز، خلال الجولة الأولى للمجموعة في اسكتلندا.
رتب ألان ويليامز مُروِّج الفرقة في عام 1960، والتي تطلق على نفسها الآن اسم البيتلز، عروضًا للفرقة في ملاهي إندرا وكايسركيلر في هامبورغ، اللذان يملكهما برونو كوشميدير. انتهت إقامتهم الأولى في هامبورغ قبل الأوان عندما رُحّل هاريسون لكونه أصغر من أن يعمل في الملاهي الليلية. عندما أصبح براين إبشتاين مديرهم في ديسمبر 1961، حسّن مسموعيتهم وأمن لهم فيما بعد عقد تسجيل مع مجموعة إيمي المحدودة. بلغت الأغنية الفردية الأولى للمجموعة، «لوف مي دو»، ذروتها في المرتبة السابعة عشرة وفق تصنيف صحيفة ريكورد تريلر، وفي الوقت الذي صدر فيه ألبومها الأول، بليز بليز مي، في أوائل عام 1963، وصلت بيتل مانيا، رابطة مشجعي فرقة البيتلز. كان أعضاء بيتل مانيا في معظم الأحيان جادين ومركزين على خشبة المسرح مع الفرقة، وعُرف هاريسون باسم «البيتلز الهادئ». عمل ألان على اثنين من الأعمال الغنائية الرئيسية مع فرقة LP، بما في ذلك أغنية لينون مكارتني «هل تريد أن تعرف سرًا؟»، وثلاثة في ألبومهم الثاني، مع البيتلز (1963). وشملت الأخيرة «دونت بوذر مي»، أول عمل منفرد لكاريسون.
عمل هاريسون بصفته عُضوًا في فرقة البيتلز على الإصدارات الأمريكية الجديدة، كونه على دراية خاصة بموسيقى السول. بدأ في قيادة أعضاء فرقة البيتلز الآخرين بحلول عام 1965 في استديو رابر سول، إلى موسيقى الروك الشعبية من خلال اهتمامه بفرقة ذا بيردز وبوب ديلن، وباتجاه الموسيقى الكلاسيكية الهندية من خلال استخدامه آلة السيتار في أغنية «نرويجيان وود» (ذيس بيرد هاز فلون). وصف رابر سول في وقت لاحق بأنه «ألبوم [البيتلز] المفضل». شمل ألبوم البيتلز ريفولفر (1966) ثلاثة من مؤلفاته: أغنية «تاكس مان»، التي اختيرت بصفتها أغنية افتتاحية للألبوم، «لوف يو تو» و«آي وونت تو تيل يو». كان دور لينون الذي يشبه طائرة بدون طيار في فيلم «تومور نيفر نووز» مثالاً على استكشاف الفرقة المستمر للآلات غير الغربية، في حين مثلت أغنية «لوف يو تو» المُعتمدة بشكل أساسي على آلتي السيتار والطبلة، أول تجربة حقيقية لفرقة البيتلز في الموسيقى الهندية. وفقًا لعالِم الموسيقى الشعبية ديفيد ريك، فإن الأغنية الأخيرة شكلت سابقة في عالم الموسيقى الشعبية، بصفتها مثالًا على الثقافة الآسيوية التي يمثلها الغربيون باحترام ودون محاكاة ساخرة. كتب المؤلف نيكولاس شافنر في عام 1978 أنه بعد زيادة ارتباط هاريسون مع آلة السيتار بعد أغنية «نرويجيان وود»، أصبح معروفًا باسم «ماهراجا راجا - روك» (موسيقا الروك المتأثرة بالثقافة الهندية). استمر هاريسون في تطوير اهتمامه بالآلات غير الغربية، إذ لعب على آلة السرباندال في أغنية «سترو بيريز فيلدز فور إيفر».

## الأعمال الموسيقية

### الألبومات المسجلة في الأستوديو
- All Things Must Pass
- Living in the Material World
- Dark Horse
- Extra Texture
- Thirty Three & 1/3
- George Harrison
- Somewhere in England
- Gone Troppo
- Cloud Nine
- Brainwashed

### الألبومات المباشرة
- The Concert for Bangla Desh
- Live in Japan

### المجموعات
- The Best of George Harrison
- Best of Dark Horse 1976-1989

### اللحظات الأخيرة
قضى هاريسون أعوامه الأخيرة إذ عانى من سرطان الدماغ الذي أصيب به عام 1997 وشخص إثر إصابته وفي عام 1999 تعرّض لاعتداء من قبل شخص مختل عقليا في شقته وكاد يموت لولا إنقاذ زوجته له في اللحظات الأخيرة. تعرض إلى سرطان الرئة وتوفي بعد صراع طويل معه في 29 نوفمبر 2001 في كاليفورنيا، الولايات المتحدة الأمريكية، في منزل يمتلكه بول مكارتني بسبب سرطان الرئة. ودعا في وصيته البشر للتسامح وحب بعضهم بعضا. ويؤثر عنه قوله " كل الأشياء قابلة للتأجيل إلا البحث عن الله وحب البشر."

## وصلات خارجية
- جورج هاريسون على موقع IMDb (الإنجليزية)
- جورج هاريسون على موقع ميتاكريتيك (الإنجليزية)
- جورج هاريسون على موقع الموسوعة البريطانية (الإنجليزية)
- جورج هاريسون على موقع روتن توميتوز (الإنجليزية)
- جورج هاريسون على موقع مونزينجر (الألمانية)
- جورج هاريسون على موقع قاعدة بيانات الأفلام العربية
- جورج هاريسون على موقع ألو سيني (الفرنسية)
- جورج هاريسون على موقع ميوزك برينز (الإنجليزية)
- جورج هاريسون على موقع رولينغ ستون (الإنجليزية)
- جورج هاريسون على موقع تيرنر كلاسيك موفيز (الإنجليزية)